# Iguajuña
Iguajuña est une localité de la paroisse civile de Huachamacare dans la municipalité d'Alto Orinoco dans l'État d'Amazonas au Venezuela, sur le río Iguapo, au pied oriental du massif du cerro Duida.